# Hina Tsushida
Hina Tsushida, född 17 juli 2003 i Shimokawa i Hokkaido prefektur, är en japansk backhoppare. Tsushida ingick i det japanska lag som tog silver vid Juniorvärldsmästerskapen i nordisk skidsport 2022 i polska Zakopane. I samma mästerskap kom hon på nittonde plats i den individuella tävlingen. Tsushida har även poäng från FIS-cupen säsongen 2021/2022 vilket berättigar henne till internationellt tävlande i kontinentalcupen i backhoppning.